# Sitio de Puerto Cabello (1822)
El Cuarto asedio de Puerto Cabello (1822) fue un enfrentamiento militar librado durante la guerra de independencia de Venezuela.

## Antecedentes
Tras la segunda batalla de Carabobo (24 de junio de 1821), los restos del ejército realista se refugiaron en la plaza fortificada de Puerto Cabello. Mientras, los republicanos entraban en Caracas (29 de junio), Cartagena de Indias (10 de octubre) y Cumaná (14 de octubre). Entre tanto, las fuerzas atrincheradas en el puerto se recuperaban y recibían apoyo militar de Cuba y Puerto Rico. El 24 de julio el capitán general Miguel de la Torre era reemplazado por Francisco Tomás Morales y enviado a Puerto Rico.

## Sitio
El 1 de marzo de 1822 José Antonio Páez rodeaba por tierra a la ciudad después de ocupar Borburata, por ese entonces el último baluarte monárquico en Venezuela. Con la mayoría de las fuerzas republicanas distraídas en el asedio, Morales aprovechó su superioridad naval para desembarcar tropas en otras regiones desguarnecidas, pero Páez rápidamente se apoderó de El Vigía (Mirador de Solano) y la zona del Pueblo de Afuera en abril. El 5 de mayo, el 1.er batallón Valencey hizo una salida y fue derrotado con muchas bajas. A cargo del coronel Tomás García del batallón Hostalrich, 900 realistas fueron vencidos en las cercanías de la ciudad por 1000 patriotas mandados por Páez. La plaza de Puerto Cabello se dividía en el Pueblo Interior, una península conectada por un istmo al Pueblo Afuera, donde estaba el continente. La primera zona estaba separada de tierra firme por un canal. Al este la bahía se transformaba en un manglar.
El 2 de julio la fragata ligera del capitán Ángel Laborde trajo ayuda a los sitiados y fácilmente rompió el débil bloqueo naval. Las tropas de Páez eran afectadas por las guerrillas realistas, pestes y el clima de la región, viéndose rápidamente diezmadas. A mediados de junio Páez ordenó la retirada de sus fuerzas, le quedaba un tercio de los 3.279 sitiadores originales.

## Consecuencias
Tras esta victoria, los monárquicos al mando de Morales iniciaron una serie de ofensivas conocidas como la «campaña de Occidente», en la que recuperarían Coro el 25 de julio, Maracaibo el 7 de septiembre y el castillo de San Carlos de la Barra el 8 tras la batalla de Salina Rica, aunque por poco tiempo.